# Leichtathletik-Europameisterschaften 2012/4 × 100 m der Frauen

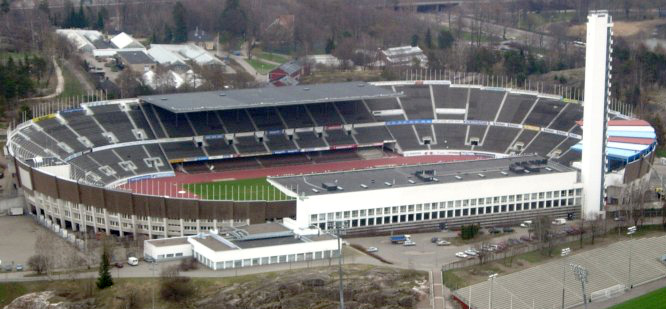
Das Olympiastadion Olympiastadion Helsinki im Jahr 2005

Die 4-mal-100-Meter-Staffel der Frauen bei den Leichtathletik-Europameisterschaften 2012 wurde am 30. Juni und 1. Juli 2012 im Estadi Olímpic Lluís Companys der finnischen Hauptstadt Helsinki ausgetragen.
Europameister wurde Deutschland in der Besetzung Leena Günther, Anne Cibis, Tatjana Pinto und Verena Sailer.
Den zweiten Platz belegte die Niederlande mit Kadene Vassell, Dafne Schippers (Finale), Eva Lubbers und Jamile Samuel (Finale) sowie den im Vorlauf außerdem eingesetzten Esther Akihary und Marit Dopheide.
Bronze ging an Polen (Marika Popowicz, Daria Korczyńska, Marta Jeschke, Ewelina Ptak).
Auch die hier nur im Vorlauf eingesetzten Läuferinnen aus den Niederlanden erhielten jeweils eine Silbermedaille.

## Rekorde

### Bestehende Rekorde
| Weltrekord           | 41,37 s | DDR (Gesine Walther, Sabine Rieger, Ingrid Auerswald, Marlies Göhr) | Canberra, Australien  | 16. Oktober 1985  |
| Europarekord         | 41,37 s | DDR (Gesine Walther, Sabine Rieger, Ingrid Auerswald, Marlies Göhr) | Canberra, Australien  | 16. Oktober 1985  |
| Meisterschaftsrekord | 41,68 s | DDR (Silke Möller, Katrin Krabbe, Kerstin Behrendt, Sabine Günther) | EM Split, Jugoslawien | 1. September 1990 |

Der bestehende EM-Rekord wurde bei diesen Europameisterschaften nicht erreicht. Die schnellste Zeit erzielte Europameister Deutschland im Finale mit 42,51 s, womit das Quartett 83 Hundertstelsekunden über dem Rekord blieb. Zum Welt- bzw. Europarekord fehlten 1,14 s.

### Rekordverbesserung
Es wurde ein neuer Landesrekord aufgestellt:
43,51 s – Schweiz (Michelle Cueni, Jacqueline Gasser, Ellen Sprunger, Léa Sprunger), erster Vorlauf am 30. Juni

## Legende
Kurze Übersicht zur Bedeutung der Symbolik – so üblicherweise auch in sonstigen Veröffentlichungen verwendet:
| DNF | Wettkampf nicht beendet (did not finish) |
| DSQ | disqualifiziert                          |
| IWR | Internationale Wettkampfregeln           |
| TR  | Technische Regeln                        |

## Vorrunde
30. Juni 2012, 13:05 Uhr
Die Vorrunde wurde in zwei Läufen durchgeführt. Die ersten drei Staffeln pro Lauf – hellblau unterlegt – sowie die darüber hinaus zwei zeitschnellsten Teams – hellgrün unterlegt – qualifizierten sich für das Finale.

### Vorlauf 1
| Platz | Staffel    | Besetzung                                                                           | Zeit (s) |
| ----- | ---------- | ----------------------------------------------------------------------------------- | -------- |
| 1     | Ukraine    | Olessja Powch Natalija Pohrebnjak Marija Rjemjen Wiktorija Pjatatschenko            | 42,70    |
| 2     | Frankreich | Carima Louami Ayodelé Ikuesan Jennifer Galais (Vorlauf) Christine Arron             | 43,12    |
| 3     | Polen      | Marika Popowicz Daria Korczyńska Marta Jeschke Ewelina Ptak                         | 43,13    |
| 4     | Schweiz    | Michelle Cueni Jacqueline Gasser Ellen Sprunger Léa Sprunger                        | 43,51 NR |
| 5     | Belarus    | Wolha Astaschka Kazjaryna Hantschar Alena Daniljuk-Neumjarschizkaja Julija Balykina | 43,69    |
| 6     | Slowenien  | Alja Sitar Sara Strajnar Kristina Žumer Merlene Ottey                               | 44,28    |
| 7     | Bulgarien  | Gabriela Laleva Tesdschan Naimowa Karin Okoliye Vaia Vladeva                        | 45,25    |
| 8     | Spanien    | Belén Recio Plácida Martínez Alazne Furundarena Sara María Santiago                 | 45,47    |

### Vorlauf 2

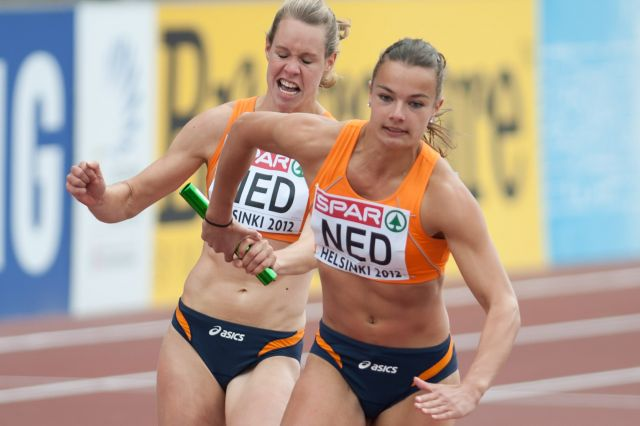
Zweiter Wechsel der Niederländerinnen von Marit Dopheide auf Eva Lubbers

| Platz | Staffel        | Besetzung                                                                    | Zeit (s)                                    |
| ----- | -------------- | ---------------------------------------------------------------------------- | ------------------------------------------- |
| 1     | Deutschland    | Leena Günther Anne Cibis Tatjana Pinto Verena Sailer                         | 43,03                                       |
| 2     | Russland       | Jewgenija Poljakowa Jekaterina Kusina Jekaterina Woronenkowa Olga Belkina    | 43,62                                       |
| 3     | Niederlande    | Esther Akihary (Vorlauf) Marit Dopheide (Vorlauf) Eva Lubbers Kadene Vassell | 43,80                                       |
| 4     | Belgien        | Olivia Borlée Hanna Mariën Hanne Claes Anne Zagré                            | 43,81                                       |
| 5     | Italien        | Gloria Hooper Audrey Alloh Martina Amidei Ilenia Draisci                     | 43,90                                       |
| 6     | Finnland       | Maria Räsänen Noora Hämäläinen Minna Laukka Hanna-Maari Latvala              | 44,65                                       |
| DSQ   | Großbritannien | Anyika Onuora Montell Douglas Hayley Mills Ashleigh Nelson                   | IWR 163, TR17.3.1 Bahnübertreten            |
| DSQ   | Schweden       | Julia Skugge Erica Jarder Freja Jernstig Lena Berntsson                      | IWR 170, TR24.7 Wechselraum- überschreitung |

## Finale

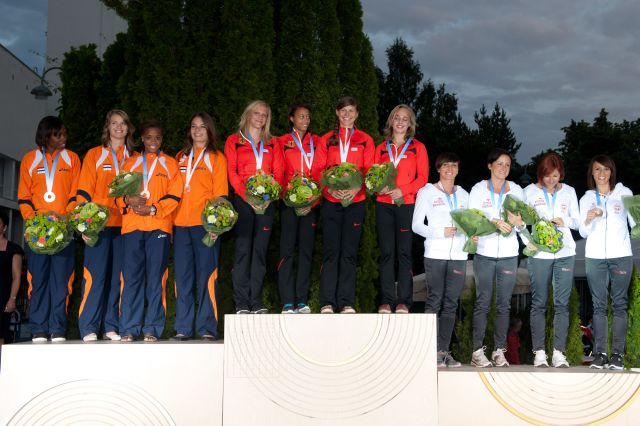
Siegerehrung der 4-mal-100-Meter-Staffel

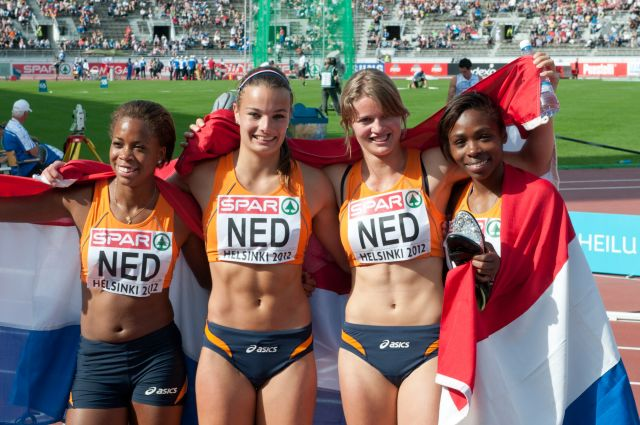
Die niederländische Silber-Staffel

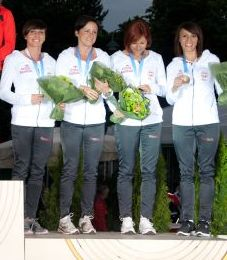
Die Bronzemedaillengewinnerinnen aus Polen

1. Juli 2012, 17:05 Uhr
| Platz | Staffel     | Besetzung | Zeit (s) |
| ----- | ----------- | --- | -------- |
| 1     | Deutschland | Leena Günther Anne Cibis Tatjana Pinto Verena Sailer                                                                          | 42,51    |
| 2     | Niederlande | Kadene Vassell Dafne Schippers (Finale) Eva Lubbers Jamile Samuel (Finale) im Vorlauf außerdem: Esther Akihary Marit Dopheide | 42,80    |
| 3     | Polen       | Marika Popowicz Daria Korczyńska Marta Jeschke Ewelina Ptak                                                                   | 43,06    |
| 4     | Russland    | Jewgenija Poljakowa Jekaterina Kusina Jekaterina Woronenkowa Olga Belkina                                                     | 43,37    |
| 5     | Frankreich  | Carima Louami Ayodelé Ikuesan Lina Jacques-Sébastien (Finale) Christine Arron im Vorlauf außerdem: Jennifer Galais            | 43,44    |
| 6     | Schweiz     | Michelle Cueni Jacqueline Gasser Ellen Sprunger Léa Sprunger                                                                  | 43,61    |
| 7     | Belarus     | Wolha Astaschka Kazjaryna Hantschar Alena Daniljuk-Neumjarschizkaja Julija Balykina                                           | 44,06    |
| DNF   | Ukraine     | Olessja Powch Natalija Pohrebnjak Marija Rjemjen Wiktorija Pjatatschenko                                                      |          |

## Videolink
- 4x100m Relay Women European Athletics Championships Helsinki 2012 MIR-LA.com, youtube.com, abgerufen am 26. Januar 2020